# Gyíkászhéja
A gyíkászhéja (Accipiter novaehollandiae) a vágómadár-alakúak (Accipitriformes) rendjébe, ezen belül a vágómadárfélék (Accipitridae) családjába tartozó faj.

## Előfordulása
Elsősorban Ausztrália északi, keleti és délkeleti részét, továbbá Tasmania szigetét lakja, de nagyszámú alfaja számos további területen, így az Indonéziához tartozó Kis Szunda-szigeteken és a Maluku-szigeteken, továbbá Új-Guinea szigetén és a Salamon-szigeteken is előfordul.
Esőerdőkben, száraz erdőkben, erdőszéleken, bozótos területeken és folyópartokon egyaránt előfordul.

## Alfajai
- ausztrál gyíkászhéja (Accipiter novaehollandiae novaehollandiae) - Ausztrália északi, keleti és délkeleti része, Tasmania
- Accipiter novaehollandiae rufoschistaceus
- Accipiter novaehollandiae rubianae
- Bougainville-gyíkászhéja (Accipiter novaehollandiae bougainvillei) - Bougainville szigete (Pápua Új-Guinea)
- malaitai gyíkászhéja (Accipiter novaehollandiae malaitae) - Malaita szigete (Salamon-szigetek)

## Megjelenése
A gyíkászhéja az Accipiter nem nagyobb testű fajainak tipikus megtestesítője, viszonylag rövid, kerek szárnyakkal, hosszú farokkal és viszonylag hosszú lábakkal. Csüdje rövid és vaskos, ujjai erőteljesek, hegyes karmokkal.
Testhossza 38-55 centiméter, szárnyfesztávolsága 70-110 centiméter, testtömege 350-680 gramm. A tojó lényegesen nagyobb a hímnél.
A fajnak van egy szürke és egy majdnem fehér színű színváltozata is.
A szürke színváltozat tollazata a fejen, a háton és szárnyak külső felén kékesszürke vagy világosszürke színű. A teljes alsótest világos, majdnem fehér, csak a mellen vannak apró sötét foltok. Combja fehéren tollas.
A fehér színváltozat tollazata majdnem teljesen fehér színű. 
Mindkét színváltozat szeme vörösesbarna vagy piros, lába sárga.
A szürke színváltozat fiatal egyedei valamivel sötétebbek, mint a kifejlett egyedek, nyakuk barnás, szemük barna. A fehér színváltozat fiatal egyedei csak barna szemük alapján különíthetőek el az öreg madaraktól.
A gyíkászhéja nászviselkedéskor vagy a territórium védelme során magas hangú füttyre emlékeztető kiáltásokat hallat.

## Életmódja
Elsősorban különféle kisebb és közepes nagyságú madarakkal, így galambokkal, papagájokkal, kakadukkal táplálkozik. Ezeken kívül kisebb emlősöket, kígyókat, gyíkokat, békákat, nagyobb rovarokat, vizek mentén rákokat is fogyaszt, de szívesen elfogyasztja a dögöt is, ha rábukkan.
Lesből támadva, nagy sebességgel üldözi zsákmányát, amit általában el is kap. A talajról és a fák ágairól is el tudja kapni zsákmányát. A nagyobb testű tojó nagyobb zsákmányt is el tud ejteni, mint a kisebb hím.

## Szaporodása
A gyíkászhéja, mint minden a ragadozó madár monogám párkapcsolatban él. A költési időszak nagy elterjedési területen belül szezonálisan nagyon ingadozó időszakban lehet. Ausztrália délkeleti részén többnyire szeptember és február között, míg északon májustól decemberig költ.
Méretéhez képest viszonylag kis fészket épít. 9-35 méter magasra rakja fészkét fák ágaira. A fészek ágakból készül, belül zöld levelekkel van bélelve. A fészeképítésbe mindkét madár bekapcsolódik. A fészket 6-8 hét alatt készítik el a madarak, de azt utána sok évig is használhatják.
A tojó 2-4 fehér vagy kékes színű, vörösesen vagy liláskéken mintázott tojást rak. A tojásokon egyedül a nőstény kotlik, mintegy 30-34 napig. A kotlás során a hím eteti a tojót, majd később is ő fogja el a prédát és viszi a fészekbe, de a kikelt fiókákat csak a tojó eteti meg. A kelés után mintegy három héttel a tojó is bekapcsolódik a vadászatba, mivel nagyobb testmérete lévén nagyobb zsákmányt is tud ejteni, amire szükség is van az egyre nagyobb étvágyú fiókák táplálásához. Hat hét után a fiatal madarak elérik a röpképességet és ekkortól elhagyják a fészket. Ha jó táplálékellátottságú területen élnek, akkor a szülőmadarak még egy ideig etetik a fiókákat ezután is.